# 자기코어 메모리

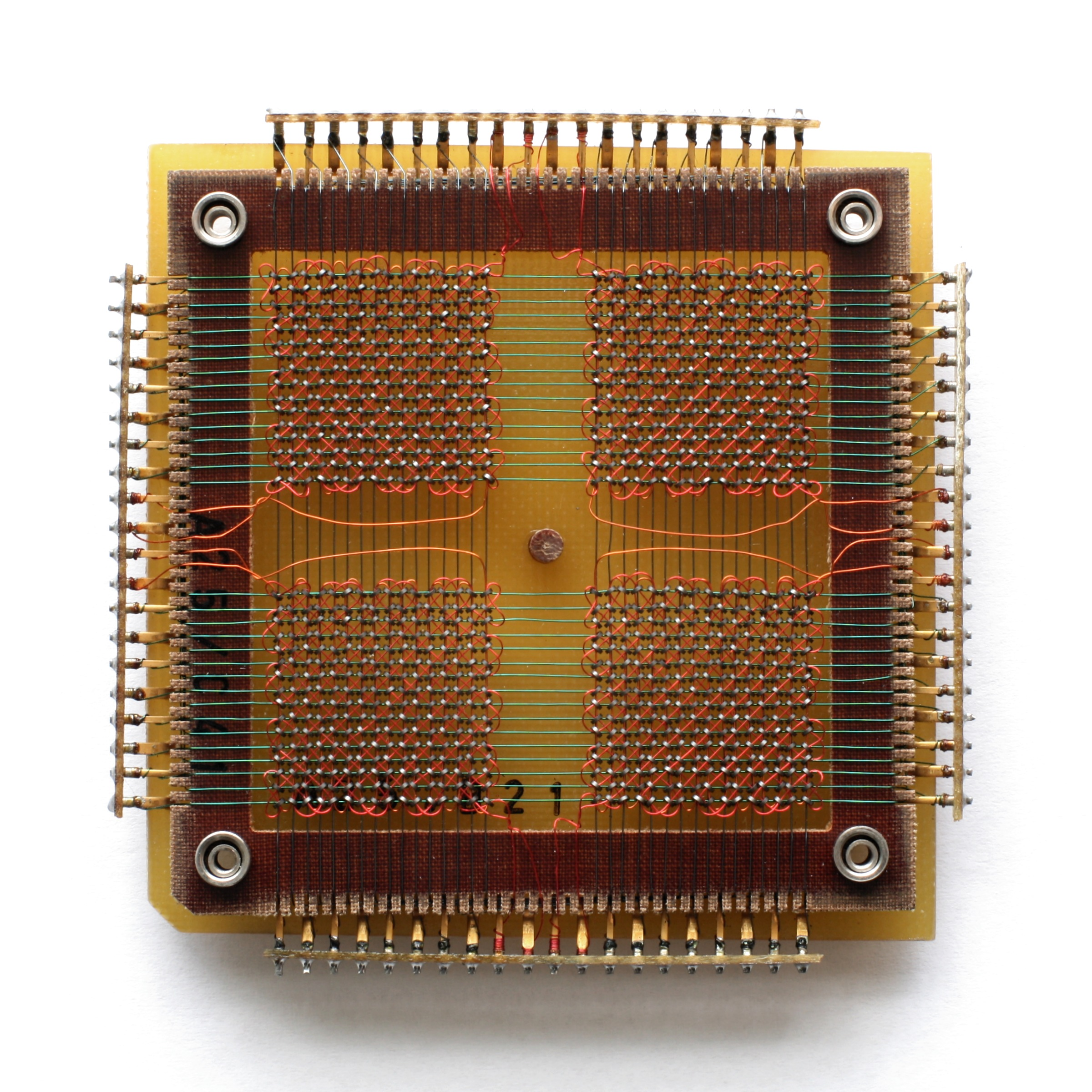
1024 비트의 데이터를 저장하는 32 x 32 코어 메모리 틀

자기코어 메모리(Magnetic-core memory)는 초기 형태의 임의 접근 컴퓨터 메모리이다. 조그마한 자기 세라믹 링, 코어를 사용하며 자기장으로 정보를 저장한다. 전원을 꺼도 내용이 사라지지 않는다. 이러한 메모리를 코어 메모리라고도 부른다.

## 구조와 원리
자기코어 메모리는 작은 페라이트 자성체로 된 고리에 케이블이 통과하는 모양의 격자의 구조로 되어있다. 코어 하나가 1비트의 기억 용량을 가진다.
하나의 코어에 쓰기 케이블 두 가닥과 읽기 케이블 한 가닥이 지나간다. 두 가닥의 쓰기 케이블이 가로와 세로로 배열되어 있고, 각 케이블이 만나는 곳마다 코어를 하나씩 통과하게 되어 있다. 코어는 한 가닥의 쓰기 케이블에 전류를 흘렸을 때는 자화되지 않지만, 두 가닥에 전류를 흘리면 자화되는 자기특성을 가지고있다.
특정 코어에 데이터를 쓰려면 코어를 지나는 쓰기 케이블 두 가닥에 전류를 흘려 자화한다. 전류의 방향에 따라 코어의 자기장의 방향이 결정되어 0 또는 1의 비트 값을 지정한다. 자화된 코어는 전류가 멈춰도 자화 상태를 유지하기 때문에 비휘발성 메모리에 속한다.
특정 코어의 데이터를 읽으려면 그 코어를 지나는 쓰기 케이블 2개에 전류를 흘리고 읽기 용 케이블의 전류를 감지한다. 쓰기 전류에 의해 현재의 코어 자기장의 방향이 바뀌면, 읽기 케이블에 전류가 흐르고, 방향이 바뀌지 않으면 읽기 케이블에 전류가 흐르지 않는다. 이를 통해서 코어의 비트값을 알 수 있다. 그러나 데이터를 읽을 때 쓰기 케이블 2개에 전류를 흘려야 하므로, 한번 읽으면 기존 비트값이 초기화되기 때문에 읽은 후 다시 쓰기 작업을 해 주어야 하는 단점이 있다.

## 역사
자기코어 메모리를 세계에서 처음 개발한 사람은 상하이에서 태어난 미국인 물리학자인 왕안과 Way Dong Woo이다. 이들은 1949년에 펄스 전송 제어 장치를 개발하였다. 이 이름은 코어의 자기장을 활용하여 전기 기계식 시스템을 제어하는 데 쓰이는 방식을 일컫는다. 왕안과 Woo는 하버드 대학 연구소에서 일했으나 MIT와는 달리 하버드 대학 측에서는 그들이 연구소에서 발명한 작품을 키우는 데 관심을 두지 않았다. 이에 따라, Woo가 병으로 고생하는 동안 왕은 그 시스템의 특허를 자신의 것으로 만들었다. 매사추세츠 공과대학교의 훨윈드 프로젝트로 일하던 제이 포레스터 그룹이 왕안의 공적을 알게 되었다. 훨윈드 기기는 실시간 비행 시뮬레이션에 쓰일 예정이었고 빠른 속도의 메모리가 필요했다. 처음에는 윌리엄스관들이 쓰였으나 이 장치들은 그다지 신뢰성이 높지 않았다.
두 가지 발명에 따라 자기코어 메모리를 개발할 수 있게 되었다. 한 발명품은 왕안의 라이트 애프터 리드 사이클(write-after-read cycle)이며 정보를 읽으면 사라지는 문제를 해결한다. 나머지 하나는 제이 포레스터의 일치 흐름(coincident-current) 시스템으로, 이에 따라 여러 개의 코어를 몇 개의 선으로 제어할 수 있다. 코어의 배열은 노동자가 직접 현미경과 정밀한 모터를 사용해서 구성해야 했다. 1950년대 말에는 코어를 만들기 위해 극동에서 메모리 제조 공장을 설립하였다. 수백 명의 노동자가 하루에 얼마 안 되는 금액을 받으며 코어 메모리를 조립하였다. 이에 따라 코어 메모리의 값이 떨어져 1960년대 초에 주기억장치로 널리 쓰이게 되어 값싸고 성능이 떨어지는 자기 드럼 메모리뿐 아니라 비싸고 성능이 좋은 진공관 메모리도 점차 쓰이지 않게 되었다.
자기코어 메모리 기술 개발을 통해 비용은 거의 (당시 공식화되지 않았던) 무어의 법칙을 따르게 되었다. 초기에 한 비트에 1 달러 정도였던 가격은 나중에는 한 비트에 0.01 달러가 되었다. 그 뒤 자기코어 메모리는 1970년대에 실리콘 반도체의 메모리칩(램)으로 통합되었다.
왕안 박사의 특허는 1955년이 지나서야 승인되었으며 이 때까지 자기코어 메모리가 이미 사용되고 있었다. 이 때문에 기나긴 소송 문제가 일어났지만 IBM이 왕안에게 수백만 달러를 지불하고 특허권을 사가는 방식으로 이를 해결하였다. 왕안은 이를 자금으로 활용하여 매사추세츠에 위치한 왕 연구소를 크게 확장하였다.
자기코어 메모리는 스위치와 증폭을 수행하기 위해 자기 특성을 이용한 관련 기술 계열의 일부였다. 1950년대까지 진공관은 첨단 기술이었지만 수명에 제한이 있었고 엄청난 전력을 소모하였다. 자기적 장치는 트랜지스터와 솔리드 스테이트 장치의 수많은 이점을 갖고 있으며 군사, 우주 비행에도 응용된 바 있다. 코어 메모리는 비휘발성 메모리였으며 메모리의 내용은 전원 공급에 문제가 있거나 소프트웨어가 충돌하여도 손실되지 않는다.
이에 따라 여러 우주선의 유도 컴퓨터에도 이용되기도 하였으며, 아폴로 우주선의 유도 컴퓨터는 1024개의 코어를 가진 32×32 규격의 자기코어 메모리가 이용되었다.

## 같이 보기
- 코어 덤프
- 코어 로프 메모리
- MRAM
- FeRAM
- 전자 계산기